# Heinrich Kuhl
Heinrich Kuhl född 17 september 1797 i Hanau, Tyskland, död 14 september 1821 i Bogor, Indonesien, var en tysk zoolog.
Kuhl började sin korta vetenskapliga bana som assistent åt Coenraad Jacob Temminck, kurator vid Leidens naturhistoriska museum. 1817 publicerade han en fladdermusmonografi, och två år senare utkom papegojfaunan Conspectus psittacorum. Han utgav också den första monografin om stormsvalor.
1820 reste han till Java tillsammans med sin vän Johan Coenraad van Hasselt (1797 - 1823) för att studera djurlivet på ön. Han lyckades identifiera 65 däggdjur, förutom ett stort antal fåglar, fiskar, reptiler, groddjur och ryggradslösa djur. Det hårda arbetet och klimatet blev honom emellertid övermäktiga, och 1821 dog han i en leverinfektion.
Johan van Hasselt fortsatte hans insamlingsarbete, men dog två år senare.
Auktorsnamnet Kuhl kan användas för Heinrich Kuhl i samband med ett vetenskapligt namn inom botaniken; se Wikipediaartiklar som länkar till auktorsnamnet.